# Станко Цајнкар
Станко Цајнкар (Савци код Љутомера, 25. септембар 1900 — Љубљана, 17. јануар 1977) био је писац, политички радник и теолог.

## Биографија
Рођен је 25. септембра 1900. године у Савцима код Љутомера.
Студирао је на Теолошком факултету у Љубљани. Професор теологије у Марибору и Птују до 1941. године. Учествовао је у Народноослободилачкој борби. Био је председник верске комисије владе Народне републике Словеније. За посланика у Савезну народну скупштину изабран је 1946. године. Од 1947. ради на месту професора библијских знаности на Теолошком факултету у Љубљани чији је био дугогодишњи декан (1950—1966). Од 1950. ментор и 1969-1974. председник Ћирило-Методијског друштва словенских свештеника.
Био је главни уредник ревије Нова пот (1950—1970) и одговорни уредник Богословног весника (1965—1973). Написао је више књижевних дела, есеја, чланака и теолошких расправа (укупно 270 радова).
Умро је 17. јануара 1977. године у Љубљани.

## Дела
Избор из дела:
- У планинама (1940)
- Разговори (1942)
- Нојева барка (1945)
- Након повратка (1947)
- Крижнарјеви (1952)
- Словен из Петовије (1955)